# خرابة نشطان (ذمار)

تعديل مصدري - تعديل

خرابة نشطان هي إحدى قرى عزلة منقذة بمديرية مدينة ذمار التابعة لمحافظة ذمار، بلغ تعداد سكانها 416 نسمة حسب تعداد اليمن لعام 2004.